# Szaung gauk
A szaung gauk egy ősi eredetű burmai hárfa, egyike annak a kevés ázsiai hárfaféleségnek, mely még napjainkban is élő tradíciót képvisel. 

## Leírása
A szaung gauk fából kivájt teste hajó formájú, ennek végéből emelkedik ki ívelt nyaka. Ívhárfa, mivel hangsugárzó teste és a húrokat hordozó nyaka egybefüggő ívet képez. A fagyökérből készült, visszahajló nyak alsó részén a húrok egy különleges hurkolással rögzíthetők-hangolhatók. Az üreges testet szarvasbőr borítja, melyen egy pálca fut végig; a húrok másik vége ehhez van kötve a bőrbe fúrt lyukakon át. A bőr gyakran lakkozott, négy hanglyukkal van ellátva. A selyemből font húrok száma az idők során 13-ról 16-ra emelkedett; többféle pentatonikus hangolásuk lehet nagyjából c-től f"-ig tartó hangterjedelemben.
A szaung gauk körülbelül 80 cm hosszú, felfelé ívelő nyakával együtt magassága is csaknem ugyanekkora.

## Játékmód
Játék közben a hangszer teste vízszintesen a földön ülő zenész ölében van, a nyaka a bal kéz felé irányul. A jobb kéz a hangszert átkarolva a külső oldalon pengeti a húrokat a hüvelyk- és mutatóujjal, miközben a bal kéz a nyak közelében tompítja, módosítja, díszíti a megszólaló hangokat.

## Története
A legelterjedtebb nézet szerint a hárfa a 8. század utáni időkben Indiából került Burmába. A középkori, 1000–1200 körüli burmai templomok domborművein szereplő hárfák nagyon hasonlítanak bengáli domborműveken ábrázolt hangszerekre. A burmai vízszintes ívhárfák ősének az Indiában ma már nem használt vína nevű hárfát tekintik. A hárfatípus az ábrázolások és az írott források szerint is erősen kapcsolódik a buddhista valláshoz.
A burmai hárfának a 19. század elején még hét húrja volt, majd ezt megnövelték 13-ra, miközben konstrukcióját ennek megfelelően megerősítették. Testének építési anyagát keményebb faanyagra cserélték, nyakát ívesen nőtt gyökéranyagból kezdték készíteni, így kapta meg mai kecses formáit, arányait. A 20. század elejétől 14, az 1960-as évektől 16 húrral használják.